# Фирстенштајн
Фирстенштајн (њем. Fürstenstein) општина је у њемачкој савезној држави Баварска. Једно је од 38 општинских средишта округа Пасау. Према процјени из 2010. у општини је живјело 3.452 становника. Посједује регионалну шифру (AGS) 9275121.

## Географски и демографски подаци
Фирстенштајн се налази у савезној држави Баварска у округу Пасау. Општина се налази на надморској висини од 577 метара. Површина општине износи 19,3 km². У самом мјесту је, према процјени из 2010. године, живјело 3.452 становника. Просјечна густина становништва износи 179 становника/km².